# بی‌بی نیوورتس

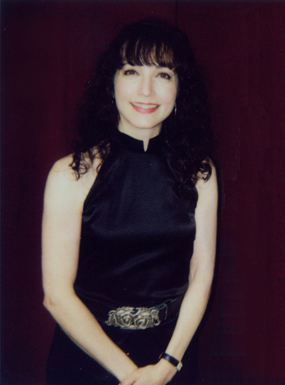

بئاتریس «بی‌بی» نیوورتس (به انگلیسی: Beatrice "Bebe" Neuwirth) (زاده ۳۱ دسامبر ۱۹۵۸) بازیگر آمریکایی است.

## بخشی از فیلمشناسی
از فیلم‌های او می‌توان به آثار زیر اشاره کرد.
- ۱۹۸۹ - هر چی خواستی بگو…
- ۱۹۹۰ - کارت سبز
- ۱۹۹۱ - باگزی
- ۱۹۹۱ -  پیشتازان فضا: نسل بعدی
- ۱۹۹۳ - عناد
- ۱۹۹۵ - جومانجی
- ۱۹۹۸ - ستاره مشهور
- ۱۹۹۸ - کادر آموزشی
- ۱۹۹۹ - تابستان سام
- ۱۹۹۹ - ارتفاعات آزادی
- ۲۰۰۰ - یه فیلم خیلی مسخره (صدا)
- ۲۰۰۰ - بچه قورباغه
- ۲۰۰۱ - اتوبوس مدرسه جادویی
- ۲۰۰۳ - طلاق
- ۲۰۰۳ - چگونه مردی را در ۱۰ روز از دست بدهیم
- ۲۰۰۴ - جهش بزرگ
- ۲۰۰۵ - بازی ۶
- ۲۰۱۱–۲۰۰۹ - در حد مرگ کسل‌شده
- ۲۰۱۰ - برنامه آخر وقت با دیوید لترمن اپیزود: "۱۷٫۱۱۷"
- ۲۰۱۰ - کلیولند شو (صدا) اپیزود: "Brotherly Love"
- ۲۰۱۲–۲۰۱۳ - همسر خوب ۳ اپیزود
- ۲۰۱۴– خانم وزیر ۶۸ اپیزود